# Campionato mondiale militare di scherma 1957
Il Campionato mondiale militare di scherma del 1957 ("1957 World Military Fencing Championships") è stato organizzato dalla Federazione internazionale della scherma e si è svolto a Lussemburgo in Lussemburgo dal 22 al 29 aprile.
Nel fioretto, si è aggiudicato il titolo di campione mondiale militare il belga Andre Paul Joseph Verhalle, che ha battuto in finale lo statunitense Marcel Miernik.
Nella spada il francese Antoine Fabre ha battuto in finale lo svedese Lennart Magnusson, ottenendo il titolo mondiale militare maschile.
Nella sciabola il belga Marcel Van Der Auwera prevale sul connazionale Jose Van Baelen.
Nel campionato mondiale militare a squadre maschili, la nazionale belga ha prevalso nella finale del fioretto contro la Francia, mentre la nazionale francese ha vinto nella spada contro la formazione lussemburghese, ed infine la nazionale belga ha avuto la meglio sulla compagine francese nella sciabola.

## Podi

### Uomini
| Specialità  | Oro                                                                       | Argento                                    | Bronzo                                                              |
| Individuali |                                                                           |                                            |                                                                     |
| Fioretto    | Andre Paul Joseph Verhalle                                                | Marcel Miernik                             | Michel Dorde                                                        |
| Spada       | Antoine Fabre                                                             | Lennart Magnusson                          | Francois Dehez                                                      |
| Sciabola    | Marcel Van Der Auwera                                                     | Jose Van Baelen                            | Ferry Meijnderts                                                    |
| A squadre   |                                                                           |                                            |                                                                     |
| Fioretto    | Belgio Georges Maurcot Marcel Van Der Auwera Andre Paul Joseph Verhalle - | Francia Michel Dorde Marcel Parent Prost - | Lussemburgo -                                                       |
| Spada       | Francia Bacque Michel Dorde Antoine Fabre Gérard Lefranc                  | Lussemburgo -                              | Svezia Thor Henning Lennart Magnusson Per-Ove Nilsson John Sandwall |
| Sciabola    | Belgio Marcel Van Der Auwera Jose Van Baelen -                            | Francia Marcel Parent -                    | Paesi Bassi Henk Los Ferry Meijnderts -                             |

## Medagliere
| Pos.   | Nazione     | Oro | Argento | Bronzo | Totale |
| ------ | ----------- | --- | ------- | ------ | ------ |
| 1      | Belgio      | 4   | 1       | 1      | 6      |
| 2      | Francia     | 2   | 2       | 1      | 5      |
| 3      | Svezia      | 0   | 1       | 1      | 2      |
| 3      | Lussemburgo | 0   | 1       | 1      | 2      |
| 5      | Stati Uniti | 0   | 1       | 0      | 1      |
| 6      | Paesi Bassi | 0   | 0       | 2      | 2      |
| Totale | Totale      | 6   | 6       | 6      | 18     |